# Andrés de Olmos
Andrés de Olmos (Oña, 1485 circa – Tampico, 1571) è stato un linguista e missionario spagnolo, prete francescano e straordinario grammatico ed etnostorico degli indiani messicani.
Nacque ad Oña, Burgos (Spagna), e morì a Tampico in Nuova Spagna, nell'odierno Messico. È noto soprattutto per le sue opere di linguistica, le prime del Nuovo Mondo, relative alla lingua nahuatl classica.

## Biografia
Andrés de Olmos, da bambino, andò a vivere con una sorella sposata ad Olmos, da cui prese il nome. Entrò nel convento francescano di Valladolid dove fu ordinato prete. Fu nominato aiutante di Frate Juan de Zumárraga nel 1527, e lo accompagnò quando fu mandato dall'imperatore Carlo V nel 1528 in Nuova Spagna per ricoprire l'incarico di primo vescovo. Già nel 1533 Olmos era conosciuto per sapere la lingua nahuatl, e per conoscere a fondo la storia e i costumi dei popoli che la parlavano. Contribuì nel 1536 alla fondazione del Colegio de Santa Cruz de Tlatelolco, prima scuola europea di alto livello nel Nuovo Mondo.
Olmos scrisse un libro, andato perduto, sulla storia pre-ispanica, sul culto e sui riti religiosi del Messico (secondo alcuni quest'opera sarebbe stata il misterioso Crónica X). Pubblicò anche una raccolta di Huehuetlahtolli, istruzioni morali che gli anziani Nahuatl lasciavano ai giovani. Scrisse numerosi sermoni in lingua Nahuatl giunti fino ai giorni nostri.
In ogni caso la sua opera principale fu l'Arte para aprender la lengua mexicana, completata nel 1547. Nonostante si basasse su alcune note scritte in precedenza da lui e da altri sulla grammatica del Nahuatl classico, si trattò della prima descrizione relativamente completa di una lingua indigena nel Nuovo Mondo. Precedette, di tre anni, la prima descrizione grammaticale della lingua francese scritta da Louis Maigret nel 1550.
Olmos pubblicò anche un Vocabolario Nahuatl. Buona parte del lavoro di Arte e Vocabolario venne svolto a Hueytlalpan, nello stato di Totonac, dove andò ad abitare attorno al 1539. Qui Olmos imparò la lingua totonacana, e pubblicò Arte e Vocabolario di questa lingua (entrambi andati perduti). Nel 1554 si spostò nella regione della Huasteca, dove imparò la lingua huasteca parlata dagli Huaxtechi, scrivendo anche in questo caso Arte e Vocabolario.

## Importanza
Le lingue Nahuatl, Totonac e Wastec derivano da ceppi linguistici completamente diversi, e rappresentano tre delle venti più importanti famiglie linguistiche del Messico. Descriverne la grammatica, ed introdurre l'analisi lessicale, di questi tre diversi linguaggi è un lavoro immane; ancora di più se si considera che fu il primo a farlo. Le opere di Olmos, in particolare l'Arte para aprender la lengua mexicana, furono il modello di molte altre "Arte" che in seguito descrissero la lingua Nahuatl e le altre del Nuovo Mondo.